# Chemical Speciation and Bioavailability
Chemical Speciation and Bioavailability, abgekürzt Chem. Speciation Bioavail., ist eine wissenschaftliche Fachzeitschrift, die vom Science-Reviews-2000-Verlag veröffentlicht wird. Derzeit erscheint die Zeitschrift mit vier Ausgaben im Jahr. Es werden Arbeiten mit Bezug zur Umwelttoxikologie veröffentlicht.